# System76
座標: 北緯39度46分26秒 西経104度49分43秒 / 北緯39.774010度 西経104.828659度
System76（システム・セブンティシックス） はアメリカ合衆国のコンピュータ・メーカーである。
コロラド州デンバーに本社を置き、ノートパソコン、デスクトップパソコン、およびサーバーを主に扱う。System76はオープンソースハードウェア及びソフトウェアをモットーに、購入時にOSを自社のPop!_OSあるいはUbuntuのどちらを標準搭載するか選択できる方式を採っている。

## 沿革
System76社はカール・リッチェル（Carl Richell）とエリック・フェッツァー（Eric Fetzer）によって創業された。2003年にFetzer氏がLinuxオペレーティング・システムがプリインストールされたコンピュータを販売する為にsystem76.comというドメイン名を登録した。実際にそのアイデアが実現されたのは2年後であった。会社名にある76という数字は1776年を指し示しており、それは、アメリカ独立戦争（American Revolution）が起こった年である。Richell氏はこの会社がプロプライエタリ・ソフトウェアを使わないという選択肢を消費者に与えることで「オープンソフト革命（open source revolution）」を起こしたいと願っていると説明していた。
2005年中頃に、創業者らがどのLinuxディストリビューションを提供するか検討していた。Red Hat Enterprise Linux、openSUSE、Yoperなどが評価対象に上がっていた。Ubuntuは当初評価対象になかったが、Richell氏とFetzer氏が再評価後にすばやく意見を変えた。Richellはカノニカル（Canonical）社のビジネスモデルを好んでいた。それは、完全な自由ソフトウェアを、必要時に応じて商業的なサポートを提供する形態である。当社が最初に販売したコンピュータにはUbuntu 5.10 Breezy Badgerがプリインストールされていた。
Canonial社が2017年5月リリース予定のUbuntuより、Unity（ユーザインタフェース）からGNOME Shellに変更することしたのに応じて、System76社はPopと呼ばれるシェルを発表した。続く2017年6月に当社はUbuntuを土台とした独自のLinuxディストリビューション、Pop!_OSを制作すると発表した。

## 製品
System76のコンピュータの製品名は様々なアフリカの動物にちなんで名付けられている。
System76のファームウェアはIntel Management Engineを部分的に無効化している。Intel Management Engineとは2008年以降のインテル製のチップセットでOSを動かすプロプライエタリ・ファームウェアである。

### Pop!_OS

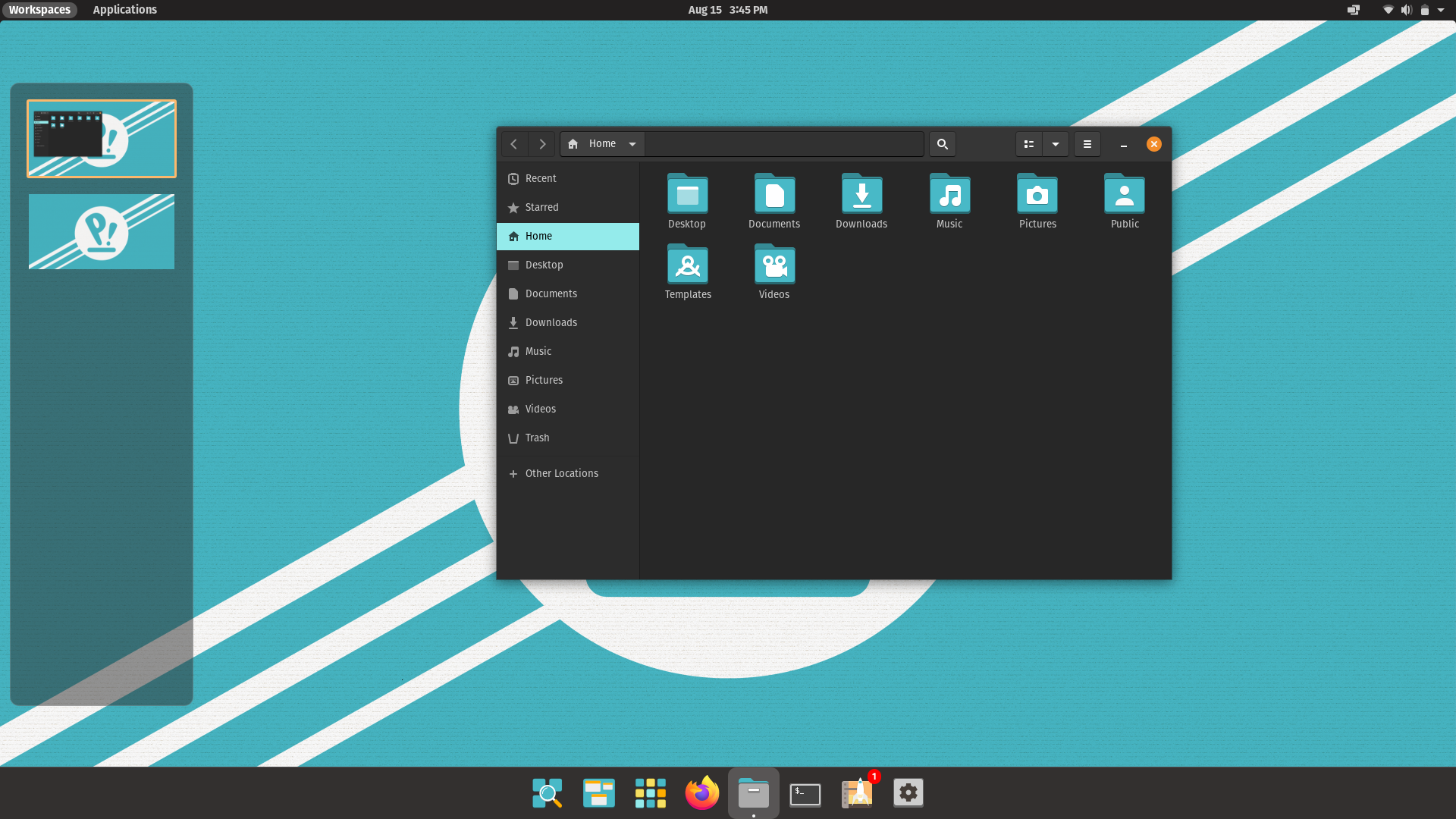
Pop!_OS 21.04

Pop!_OSはSystem76によって開発されたUbuntuをベースとした、GNOMEデスクトップ環境を利用しているLinuxディストリビューションである。「開発者、メーカー、およびコンピュータ科学者」によって使われることを想定している。Pop!_OSは標準での全ディスク暗号化に加えて、流線的に合理化されたウィンドウ管理、ワークスペース、そしてコンピュータ操作のためのキーボード・ショートカットを提供する。

## コミュニティ
当社はUbuntu Summit、Southern California Linux Expoその他のオープンソースやリナックスのイベントや会議をスポンサーしてきた。